# Steindachners Zwergbuntbarsch
Steindachners Zwergbuntbarsch (Apistogramma steindachneri) ist eine kleine Fischart aus der Familie der Buntbarsche (Cichlidae), die im nordöstlichen Südamerika im östlichen Venezuela, in Guyana und Suriname in den Stromgebieten von Cuyuní, Venamo, Essequibo, Demerara, Mahaica, Marowijne und Corantijn vorkommt. Steindachners Zwergbuntbarsch wurde zu Ehren des österreichischen Zoologen Franz Steindachner benannt.

## Merkmale
Männchen erreichen eine Maximallänge von 9 cm, Weibchen bleiben mit einer Länge von 6 cm um ein Drittel kleiner. Steindachners Zwergbuntbarsch ist grau bis graublau gefärbt. Die Schuppen der oberen Körperhälfte besitzen einen schwarzen Rand, wodurch ein Netzmuster entsteht. Am Kopf sind Stirn- und Wangenstreifen in den meisten Fällen deutlich zu sehen. Auf den Körperseiten findet sich ein schwarzer Fleck, der meist bis zur oberen Seitenlinie reicht. Je nach Stimmung zeigen die Tiere mehr oder weniger deutlich ein schwarzes Längsband und einen dunklen Fleck auf der Schwanzwurzel. Rücken- und Afterflosse der Männchen sind ausgezogen, die Flossenmembranen der Rückenflosse reichen über die Flossenstrahlen. Die Schwanzflosse der Männchen hat oben und unten zwei Zipfel.

## Lebensweise
Steindachners Zwergbuntbarsch kommt in Gewässern mit weichem Wasser, einer Temperatur von 24 bis 28 °C und einem pH-Wert von 3,9 bis 7,3 vor. Im gleichen Lebensraum leben auch der Glänzende Zwergbuntbarsch (Nannacara anomala), Krobia guianensis, Crenicichla cf. saxatilis, Laimosemion agilae, der Marmorierte Beilbauchfisch (Carnegiella strigata) und zahlreiche kleine Salmlerarten. Männchen sind territorial und haremsbildend und paaren sich mit mehreren Weibchen. Der Laich wird in eine Höhle abgelegt und umfasst 60 bis 250 Eier.

## Systematik
Steindachners Zwergbuntbarsch wurde 1908 durch den britischen Ichthyologen Charles Tate Regan unter dem wissenschaftlichen Namen Heterogramma steindachneri beschrieben. 1936 und 1960 folgten Synonymbeschreibungen unter den Namen Apistogramma ornatipinnis und Apistogramma wickleri. Zusammen mit Apistogramma hippolytae und Apistogramma rupununi bildet Apistogramma steindachneri einen Komplex ähnlicher und nah verwandter Arten, die von Guayana südlich bis zur Mündung des Rio Branco in den Rio Negro vorkommt.